# Boerboel
O Boerboel (pronúncia "Buerbull") é uma raça de cão de grande porte originária da África do Sul. Esta raça foi criada para ser um cão de trabalho de fazenda, servindo como cão de guarda e boiadeiro. É uma raça tipo molosso, pesada e com coloração que pode variar entre castanha com uma máscara preta, todo preto, todo castanho e tigrado. A raça não é homologada pela FCI, porém foi reconhecida recentemente pelo American Kennel Club.

## História
A palavra "Boerboel" deriva de "boer", palavra holandesa/africana para "fazendeiro". A palavra inglesa "Bull" soa aos ouvidos holandeses como "Boel," daí o nome Boerboel. Boerboel, portanto, se traduz como "Bulldog de fazendeiro" ou "Cão touro de Boer" e deve ser pronunciado um pouco como "buerbull." O Boerboel é a única raça sul-africana e foi criado para defender a herdade.
Apesar da longa história de criação do Boerboel, existe uma grande incerteza sobre quais raças foram usadas para criá-lo. Acredita-se geralmente que a raça foi criada a partir de cruzamentos entre cães da raça nativa africana Landrace - assim como o cão Africanis - com raças trazidas para a África do Sul por colonos holandeses, franceses e britânicos.
As origens mais prováveis remontam a chegada de Jan van Riebeeck na praia do Cabo em 1652. Van Riebeeck trouxe um "Bullenbijter"(Bullenbeisser) com ele. Os colonos originais e colonizadores europeus posteriores, também levaram cães grandes e fortes que quase certamente foram cruzados com raças de cães domésticos nativas da África do Sul.

## Temperamento
O Boerboel é uma raça inteligente, enérgica e protetora. É um cão fiel e ótimo com crianças. Tem tendência a ser protetor com a família e com território, e não hesitará em defender seus entes queridos até a morte.

## Aparência

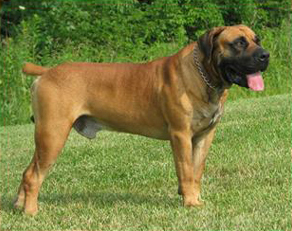
Boerboel.

O Boerboel é um cão de grande porte, com uma forte estrutura óssea e musculatura bem desenvolvida. A cabeça parece um grande bloco, mas não exagerada, com um comprimento curto entre o stop e o focinho. Deve transparecer imponência, elevando-se com confiança e com movimentação poderosa, e ao mesmo tempo flutuante, e livre, apesar de seu tamanho. Deve ser simétrico e equilibrado, de acordo com as proporções desejadas para a raça. Os machos devem ser visivelmente maiores do que as fêmeas, há um dimorfismo sexual distinta entre os sexos, com a fêmea menos pesada.
Sua pelagem é curta, densa, lisa, macia e brilhante. Quanto à cor, é aceitável vários tons de vermelho, marrom,castanho e tigrado. Muitos cães têm uma máscara preta ao redor do seu focinho , que às vezes se estende até seus olhos e orelhas.
Altura: machos: 60 – 70 cm na cernelha, fêmeas: 55 – 65 cm na cernelha;
Peso: machos: 60 – 75 kg, fêmeas: 50 – 65 kg;